# Guideur professionnel
Un guideur professionnel  est une personne chargée de l'accompagnement des convois exceptionnels à motocyclette.

## Présentation de l'activité de guideur professionnel
L'activité de guideur professionnel existe depuis le 1er juin 2011 à la suite de la privatisation par le gouvernement français de l'accompagnement motocycliste des convois exceptionnels (ou transports de masses indivisibles) les plus imposants (3e catégorie de plus de 5 mètres de large, plus de 40 mètres de long, plus de 120 tonnes). Auparavant, l'escorte des convois exceptionnels était assurée par des motards de la force publique (Gendarmerie ou Police Nationale).
Toujours mal réglementé, le rôle des guideurs professionnels a toutefois évolué par décret du 6 janvier 2017 : Les indications portées par les guideurs aux usagers de la route ne sont plus des demandes mais des injonctions qui amènent les usagers de la route à respecter les règles simples et logiques de circulation. Ainsi, dès que le premier véhicule d'accompagnement franchit un rétrécissement ou une intersection au feu vert, celui ci peut neutraliser le rétrécissement ou l'intersection afin d'empêcher toute circulation venant de devant ou des voies adjacentes à l'intersection. Dès lors, il est interdit aux usagers de la route de franchir l'intersection ou le rétrécissement afin de faciliter le passage du convoi et de ses accompagnants. 
Pour la sécurité de tous, généralement, les guideurs positionnent les usagers de la route de façon anticipée à des endroits plus confortables afin de faciliter le passage du convoi. Le non-respect des indications d'un guideur peut entraîner une amende de quatrième classe (jusqu'à 750 €).

## Rôle des guideurs professionnels

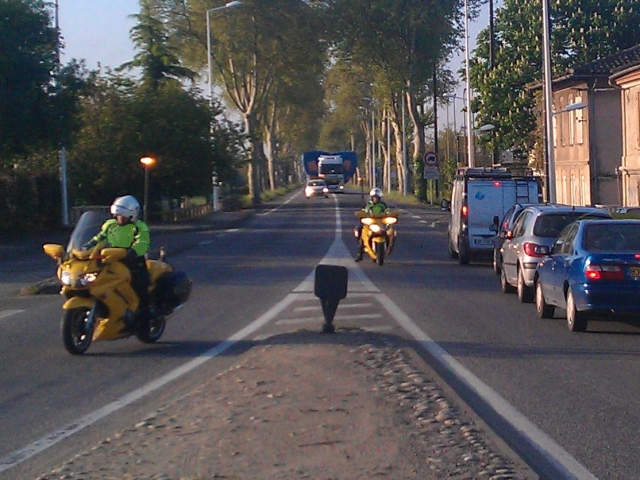
Accompagnement d'un convoi en sortie de Toulouse

Le rôle d'un guideur est de faciliter le passage du convoi, d'après les règles de circulation et pour la sécurité de tous les usagers de la route. Ainsi le guideur doit indiquer les règles de conduite spécifiques au moment du passage du convoi.
Une équipe de guidage est composée d'au minimum deux personnes ainsi que de véhicules dont au moins deux motocyclettes. Ces véhicules doivent être de couleur jaune (RAL 1004, RAL 1032 ou équivalent).

## Équipements

### Équipements des véhicules de guidage
Les véhicules de guidage doivent être munis d'au moins un gyrophare orange, fonctionnant uniquement en service, de jour et de nuit. Ils circulent également avec les feux de croisement allumés de jour comme de nuit.

### Équipements personnels des guideurs
Les guideurs doivent porter:
- Une tenue spécifique jaune fluorescente à bandes réfléchissantes à la norme EN471 intégrant des équipements de protection individuelle normalisés CE. La mention « GUIDAGE CONVOI » doit être inscrite au dos de la tenue en lettres capitales noires.
- Un casque blanc

## Formation et prérequis
Tout conducteur de véhicule de guidage destiné à l'accompagnement des transports exceptionnels « doit avoir, préalablement à l'exercice de son activité de conduite, satisfait à une obligation de formation professionnelle initiale comportant la fréquentation de cours et sanctionnée par un examen » d'une durée de 63 heures comme décrit dans l'Arrêté du 2 mai 2011 relatif aux modalités de mise en œuvre de la formation professionnelle.
Les guideurs doivent « être âgé de vingt et un ans minimum à l'entrée en formation, être titulaire du permis de conduire des catégories A et B libéré du délai probatoire prévu à l'article L. 223-1 du code de la route et de l'attestation de formation aux premiers secours (AFPS) ou de l'unité d'enseignement « prévention et secours civique de niveau 1 (PSC1) » ».

## Annexe